# Patrick Dirksmeier
Patrick Dirksmeier (* 23. Januar 1984 in Münster) ist ein ehemaliger deutscher Triathlet. Er war dt. Vizemeister auf der Triathlon-Langdistanz und Triathlon-Europameister auf der Mitteldistanz (2017). Nach seinem Rücktritt 2022 ist er ausschließlich als Rechtsanwalt für Arbeitsrecht tätig.

## Werdegang
Von 1995 bis 2004 betrieb Patrick Dirksmeier Schwimmen als Leistungssport.
2009 wechselte er zum Triathlon. Seit 2014 startet er als Triathlon-Profi.
Im Juni 2017 wurde Dirksmeier im Rahmen der Challenge Herning in Dänemark Triathlon-Europameister auf der Mitteldistanz. Patrick Dirksmeier wird von Ute Mückel trainiert.
Bei seinem ersten Start im Jahre 2018 auf der Ironman-Distanz (3,86 km Schwimmen, 180,2 km Radfahren und 42,195 km Laufen), wurde der 34-Jährige in Hamburg deutscher Vizemeister auf der Langdistanz. Im Dezember des gleichen Jahres belegte er den fünften Platz beim Ironman Western Australia.
Dirksmeier ist seit 2016 verheiratet und lebt mit seiner Frau und seinem Sohn in Bochum. Er arbeitet als angestellter Rechtsanwalt in einer Bochumer Kanzlei.
2019 verpasste er knapp beim Ironman Germany in Frankfurt am Main die Qualifikation für den Ironman Hawaii um einen Platz.
2022 trat Patrick Dirksmeier vom professionellen Triathlon zurück und ist nun ausschließlich als Rechtsanwalt tätig.

## Sportliche Erfolge
| Datum/Jahr    | Platz | Wettbewerb                                           | Austragungsort | Zeit     | Bemerkung                                                           |
| ------------- | ----- | ---------------------------------------------------- | -------------- | -------- | ------------------------------------------------------------------- |
| 30. Mai 2021  | 37    | Challenge St. Pölten                                 | St. Pölten     | 04:03:27 |                                                                     |
| 2. Juni 2019  | 2     | Ironman 70.3 Kraichgau                               | Kraichgau      | 04:05:56 |                                                                     |
| 19. Mai 2018  | 2     | Challenge Lisboa                                     | Lissabon       | 03:39:48 |                                                                     |
| 15. Apr. 2018 | 5     | Challenge Roma                                       | Rom            | 03:25:04 | „Mitteldistanz“ (unklare Streckenangaben)                           |
| 14. Okt. 2017 | 4     | Challenge Peguera Mallorca                           | Peguera        |          |                                                                     |
| 29. Juli 2017 | 3     | Challenge Prague                                     | Prag           | 03:54:36 |                                                                     |
| 10. Juni 2017 | 1     | ETU Middle Distance Triathlon European Championships | Herning        | 03:49:27 | Europameister auf der Mitteldistanz im Rahmen des Challenge Herning |
| 11. Sep. 2016 | 3     | Ironman 70.3 Rügen                                   | Binz           | 03:43:54 |                                                                     |
| 4. Sep. 2016  | 1     | Cologne Classic                                      | Köln           |          | Sieger über die Mitteldistanz                                       |
| Juni 2015     | 1     | Ican Amsterdam                                       | Amsterdam      | 03:45    | Sieger über die Mitteldistanz                                       |
| 24. Mai 2015  | 12    | ETU Middle Distance Triathlon European Championships | Rimini         | 04:20:47 | Europameisterschaft                                                 |
| 4. Sep. 2013  | 1     | Cologne Olympic                                      | Köln           |          | Sieger über die Kurzdistanz                                         |

| Datum/Jahr    | Platz | Wettbewerb                | Austragungsort    | Zeit    | Bemerkung                                                           |
| ------------- | ----- | ------------------------- | ----------------- | ------- | ------------------------------------------------------------------- |
| 3. Juli 2022  | 58    | Challenge Roth            | Roth              | 8:53:49 |                                                                     |
| 21. Sep. 2019 | 43    | Ironman Italy             | Cervia            | 8:56:07 |                                                                     |
| 30. Juni 2019 | 7     | Ironman Germany           | Frankfurt am Main | 8:29:21 |                                                                     |
| 2. Dez. 2018  | 5     | Ironman Western Australia | Busselton         | 8:13:28 |                                                                     |
| 29. Juli 2018 | 7     | Ironman Hamburg           | Hamburg           | 7:30:40 | DM Wertung Platz 2, Austragung ohne die Schwimmdistanz als Duathlon |